# Brandon McMillan
Brandon McMillan, född 22 mars 1990, är en kanadensisk professionell ishockeyspelare som spelar för Vancouver Canucks i National Hockey League (NHL). Han har tidigare spelat på NHL-nivå för Anaheim Ducks och Arizona Coyotes och på lägre nivåer för Syracuse Crunch, Norfolk Admirals och Portland Pirates i American Hockey League (AHL) och Kelowna Rockets i Western Hockey League (WHL).
McMillan draftades i tredje rundan i 2008 års draft av Anaheim Ducks som 85:e spelare totalt.

## Statistik
| 2006–2007  | Kelowna Rockets  | WHL        | 55  | 2  | 10  | 12  | 27  | —  | — | —  | —  | —  |
| 2007–2008  | Kelowna Rockets  | WHL        | 71  | 15 | 26  | 41  | 56  | 7  | 0 | 0  | 0  | 6  |
| 2008–2009  | Kelowna Rockets  | WHL        | 70  | 14 | 35  | 49  | 75  | 22 | 0 | 5  | 5  | 20 |
| 2009–2010  | Kelowna Rockets  | WHL        | 55  | 25 | 42  | 67  | 63  | 12 | 5 | 10 | 15 | 14 |
| 2010–2011  | Anaheim Ducks    | NHL        | 60  | 11 | 10  | 21  | 18  | 6  | 1 | 1  | 2  | 0  |
|            | Syracuse Crunch  | AHL        | 16  | 4  | 2   | 6   | 10  | —  | — | —  | —  | —  |
| 2011–2012  | Anaheim Ducks    | NHL        | 25  | 0  | 4   | 4   | 20  | —  | — | —  | —  | —  |
|            | Syracuse Crunch  | AHL        | 55  | 12 | 18  | 30  | 36  | 4  | 1 | 1  | 2  | 4  |
| 2012–2013  | Anaheim Ducks    | NHL        | 6   | 0  | 1   | 1   | 2   | —  | — | —  | —  | —  |
|            | Norfolk Admirals | AHL        | 41  | 8  | 5   | 13  | 42  | —  | — | —  | —  | —  |
|            | Portland Pirates | AHL        | 2   | 0  | 0   | 0   | 2   | 3  | 0 | 0  | 0  | 6  |
| 2013–2014  | Arizona Coyotes  | NHL        | 22  | 2  | 4   | 6   | 4   | —  | — | —  | —  | —  |
|            | Portland Pirates | AHL        | 46  | 11 | 15  | 26  | 76  | —  | — | —  | —  | —  |
| 2014–2015  | Arizona Coyotes  | NHL        | 49  | 1  | 2   | 3   | 14  | —  | — | —  | —  | —  |
| NHL totalt | NHL totalt       | NHL totalt | 162 | 14 | 21  | 35  | 58  | 6  | 1 | 1  | 2  | 0  |
| AHL totalt | AHL totalt       | AHL totalt | 160 | 35 | 40  | 75  | 166 | 7  | 1 | 1  | 2  | 10 |
| WHL totalt | WHL totalt       | WHL totalt | 251 | 56 | 113 | 169 | 221 | 41 | 5 | 15 | 20 | 40 |